# Ferranti Mark 1
Feranti Mark 1, takođe poznat kao Mančesterski elektronski kompjuter u svojoj prodajnoj literaturi, i stoga se ponekad naziva Mančesterski Feranti, proizvela je britanska elektrotehnička firma Ferranti Ltd. Bio je to prvi komercijalno dostupan elektronski digitalni računar opšte namene sa pohranjenim programom.
Iako su mu kao komercijalnom digitalnom računaru prethodili BINAC i Z4, Z4 je bio elektromehanički i nedostajalo mu je softversko programiranje, dok BINAC nikada nije uspešno radio nakon isporuke.
Feranti Mark 1 je bio „sređena i komercijalizovana verzija Mančesterskog Marka I“. Prva mašina je isporučena Univerzitetu Viktorija u Mančesteru u februaru 1951. (javno demonstrirano u julu) ispred UNIVAC I koji je isporučen Birou za popis stanovništva Sjedinjenih Država krajem decembra 1952. godine, nakon što je prodat 31. marta 1951. godine.

## Napomene =
1. ↑  Nekoliko jeftinijih računara opšte namene bilo je dostupno do 1952. godine.[2]

## Literatura
- Lavington, Simon (1998), A History of Manchester Computers (2 изд.), The British Computer Society, ISBN 978-1-902505-01-5
- The Ferranti Mark 1, The University of Manchester, 2008, Архивирано из оригинала 10. 02. 2020. г., Приступљено 31. 10. 2016
- Williams, F. C.; Kilburn, T. (2008) [1951], The University of Manchester Computing Machine: The Enhamced Mark 1 – From the Manchester University Computer Inaugural Conference July 1951, The University of Manchester, Приступљено 31. 10. 2016
- „The Ferranti Mark 1 Gallery (Digital 60)”. curation.cs.manchester.ac.uk (на језику: енглески).
- „Ferranti Mark 1”. Ferut. Contains photo of the console
- Gotlieb, C.C. (1956-05-01). „Free Use of the Toronto Computer, and the Remote Programming of it. Part 1.”. Computers and Automation: (на језику: енглески). 5. Internet Archive. Berkeley Enterprises. стр. 20—25, 34, 36, 44—45.,
- Gotlieb, C.C. (1956-07-01). „Free Use of the Toronto Computer, and the Remote Programming of it. Part 2.”. Computers and Automation: (на језику: енглески). 5. Internet Archive. Berkeley Enterprises. стр. 29—31.
- Lavington, Simon (1980), „7”, Early British Computers, Manchester University Press, ISBN 0-7190-0803-4
- Williams, Michael (1997), „8.3.2”, A History of Computing Technology, IEEE Computer Society Press, ISBN 978-0-8186-7739-7
- Lavington, Simon (2019), Early Computing in Britain:Ferranti Ltd. and Government Funding, 1948 — 1958, Springer, ISBN 978-3-030-15103-4

## Spoljašnje veze
- „Ferranti Mark 1 at Computer50”. Архивирано из оригинала 09. 04. 2005. г.
- „A simulator of the Ferranti Mark 1, executing Christopher Strachey's Love letter algorithm from 1952”. Архивирано из оригинала 23. 07. 2011. г.
- The Ferranti Mark 1* that went to Shell labs in Amsterdam, Netherlands (Dutch only), Google translation